# Dravidistik

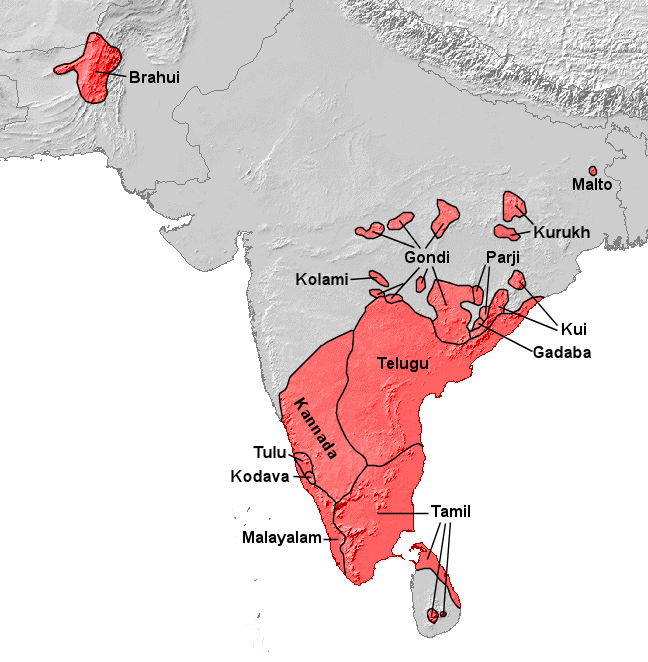
Verbreitungsgebiet der wichtigsten dravidischen Sprachen

Dravidistik bezeichnet die wissenschaftliche Beschäftigung mit den dravidischen Sprachen und Literaturen sowie im weiteren Sinne auch die modernen Kulturwissenschaften, die sich mit der tamilischen und südindischen Geschichte und Landeskunde beschäftigen.
Die Dravidistik wird in Deutschland nicht unterrichtet und findet nur als Teilbereich der indischen Philologie statt.